# دينار كويتي
الدِّينارُ الكُوَيتيّ هو العملة الرسمية لدولة الكويت يصدرها بنك الكويت المركزي حاليًا، حيث أصدر مجلس النقد الكويتي أول دينار كويتي في الأسواق عام 1960 خلفًا للروبية الهندية التي كانت مستخدمة قبله، ثم أصدر بنك الكويت المركزي بعد ذلك ستة إصدارات أخر للعملة آخرها عام 2014 والتي تم الإعلان عنها في 19 مايو 2014، وينقسم الدينار الكويتي إلى 1000 فلس ويعتبر صاحب أعلى سعر صرف في العالم الآن، وتقديرًا ليونيو 2008 يساوي سعر صرف الدينار الكويتي 3.78 دولارًا أمريكيًا و 2.4 يورو، وقد تم إصدار أول فئة من فئة العشرين دينار في 9 فبراير عام 1986م.

## العملات المعدنية المتداولة

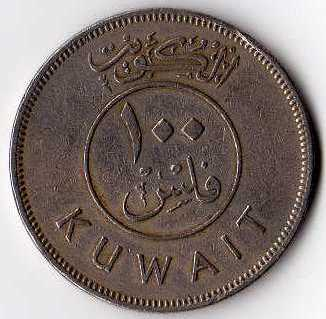
100 فلس من الأمام

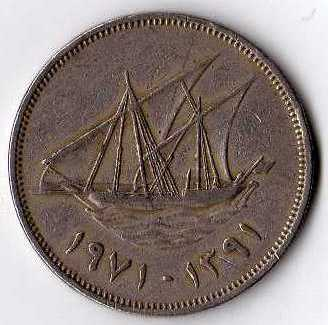
100 فلس من الخلف

كما أصدر مجلس النقد الكويتي الفئات المعدنية للاستخدام العام وهي تحمل على أحد وجهيها صورة البوم الشراعي الكويتي وسنة الإصدار بالتاريخ الهجري 1380 هـ والميلادي 1961، أما الوجه الآخر فقد حمل قيمة العملة في الوسط وكلمة إمارة الكويت في الجزء العلوي وكلمة Kuwait في الجزء السفلي، وفيما يلي تفاصيل المسكوكات المعدنية:
| القطعة   | قطرها   | وزنها     |
| -------- | ------- | --------- |
| 100 فلس  | 2,6 سم  | 6,50 جرام |
| 50 فلس   | 2,3 سم  | 4,50 جرام |
| 20 فلس   | 2 سم    | 3 جرام    |
| 10 فلوس  | 2,1 سم  | 3,75 جرام |
| 5 فلوس   | 1,95 سم | 2,5 جرام  |
| فلس واحد | 1,7 سم  | 2 جرام    |

وفي عام 1962 صدرت مجموعة أخرى من المسكوكات بنفس الفئات السابقة ولكن مع إلغاء كلمة إمارة من عليها لتبقى كلمة الكويت فقط، بعد أن نالت دولة الكويت استقلالها، كما استمر مجلس النقد الكويتي في إصدار مسكوكات بنفس الفئات سنويا تقريبا وقد كتبت عليها سنة الإصدار بالتاريخ الهجري والميلادي كما سبق، ومن الأمور الفريدة أن المسكوكات الكويتية لعام 1971 شملت نوعين، الأول يحمل التاريخ الهجري 1390 هـ والثاني 1391 هـ بينما حمل الاثنان التاريخ الميلادي نفسه.
وقد أجاز القانون لمجلس النقد الكويتي حق إصدار مسكوكات ذهبية من فئة خمسة دنانير، وتم سك 1008 قطعة ذهبية من هذا النوع - بحجم المئة فلس تقريبا - لكنها لم تطرح للتداول.

## العملات الورقية المتداولة
تفاصيل الأوراق النقدية في الكويت
| القطعة        | الطول   | العرض     |
| ------------- | ------- | --------- |
| الربع دينار   | 3 بوصات | 5 بوصات   |
| النصف دينار   | 3 بوصات | 5,5 بوصات |
| الدينار       | 3 بوصات | 6 بوصات   |
| الخمسة دنانير | 3 بوصات | 6,5 بوصات |
| العشرة دنانير | 3 بوصات | 7 بوصات   |
| العشرون دينار | 3 بوصات | 7,5 بوصات |

### الإصدار الأول (1960–1970)

الإصدار الأول لفئة العشرة دنانير

حملت الأوراق النقدية على أحد وجهيها صورة الشيخ عبد الله السالم الصباح أمير دولة الكويت آنذاك، وتوقيع رئيس مجلس النقد الكويتي الشيخ جابر الأحمد الصباح وعلى الوجه الآخر صورًا لمختلف معالم النهضة في الكويت، ومنها ميناء الشويخ (على فئة الربع دينار) وثانوية الشويخ (على فئة النصف دينار) ومصنع منتوجات الأسمنت (على فئة الدينار) وبيوت ذوي الدخل المحدود التي شيدتها الحكومة (على فئة الخمسة دنانير) وصورة البوم الكويتي (على فئة العشرة دنانير).

### الإصدار الثاني (1970–1980)

الإصدار الثاني لفئة العشرة دنانير

استمر الإصدار الأول من الدينار الكويتي الذي كان يحمل صورة الشيخ عبد الله السالم الصباح حتى بعد وفاته، واستمر التداول بالعملة حتى نهاية 1970، ففي 17 نوفمبر 1970 طرح بنك الكويت المركزي ثاني إصدار من العملة الكويتية الورقية، بنفس الفئات السابقة لكنها أصغر قليلًا في الحجم وتحمل صورة الشيخ صباح السالم الصباح أمير دولة الكويت آنذاك وعليها توقيع وزير المالية عبد الرحمن العتيقي ومحافظ البنك المركزي حمزة عباس، وقد تم طرح هذه الأوراق النقدية لتحل بالتدريج محل الأوراق النقدية الصادرة عن مجلس النقد الكويتي في عام 1961، ففي يوم 17 نوفمبر 1970 تم طرح فئة العشرة دنانير وفئة النصف دينار والربع دينار، بينما طرحت فئتي الخمسة دنانير والدينار بتاريخ 20 أبريل 1971، وقد بقيت الألوان والنقوش كما كانت تقريبا في الإصدار الأول بالنسبة لفئات الربع دينار والنصف دينار والعشرة دنانير، بينما استبدلت صورة مصنع منتجاب الأسمنت من على فئة الدينار بصورة مصفاة للنفط، أما فئة الخمسة دنانير فقد وضعت عليها صورة من الجو لمنطقة سكنية بدلًا من صورة بيوت ذوي الدخل المحدود.

### الإصدار الثالث (1980–1991)

الإصدار الثالث لفئة العشرة دنانير

استمر التعامل بالإصدار الثاني للدينار إلى أن تم إصدار الأوراق النقدية الجديدة في أواخر فبراير عام 1980 وذلك بعد حوالي سنة وشهرين من وفاة الشيخ صباح السالم الصباح في ديسمبر سنة 1978، وقد اختلفت هذه الأوراق النقدية اختلافًا رئيسيًا عن سابقتها من أوراق وذلك بوضع شعار دولة الكويت بدلًا من صورة أمير البلاد، وكان ذلك التغيير حسب رغبة الشيخ جابر الأحمد الصباح أمير البلاد آنذاك، الذي أمر باستبدال صورته بشعار دولة الكويت، الذي وضع ابتداءً من ذلك الإصدار، على جميع الفئات الورقية للنقد الكويتي.
وقد تم طرح الإصدار الجديد للتداول في 20 فبراير عام 1980 ويتكون من فئات الربع دينار والنصف دينار والدينار الواحد والخمسة دنانير والعشرة دنانير وذلك جنبًا إلى جنب مع العملات المتداولة والتي لم يصدر أي قرار بسحبها من التداول، وتحمل الفئات الجديدة على أحد وجهيها الشعار الرسمي لدولة الكويت وتوقيع وزير المالية عبد الرحمن العتيقي ومحافظ بنك الكويت المركزي حمزة عباس، أما الوجه الآخر لكل من هذه الفئات فكان كالتالي: فئة الربع دينار تحمل صورة لمصنع تسييل الغاز، وفئة النصف دينار تحمل صورة ميناء الشويخ، وفئة الدينار تحمل صورة القصر الأحمر في الجهراء، وفئة الخمسة دنانير تحمل صورة قصر السيف، وفئة العشرة دنانير تحمل صورة البوم الشراعي الكويتي.
وقد ظلت ألوان هذه الفئات قريبة جدًا من ألوان الفئات السابقة، وفي 1 فبراير عام 1982 أصدر بنك الكويت المركزي قرارًا بشأن سحب أوراق النقد الكويتي التي تحمل صورة عبد الله السالم الصباح وصباح السالم الصباح من التداول مقابل دفع قيمتها الأسمية، وخلال مدة تنتهي في 31 مايو 1982، ومع ذلك فإنه يحق لحاملها تبديلها لدى بنك الكويت المركزي خلال عشر سنوات من ذلك التاريخ، أي حتى عام 1992 فقط، حيث لن يسمح باستبدالها بعد ذلك.
وبتاريخ 27 يناير من عام 1986 أصدر بنك الكويت المركزي قرارًا بطرح ورقة نقدية جديدة من فئة العشرين دينار للتداول ابتداءً من 9 فبراير عام 1986 جنبًا إلى جنب مع الأوراق النقدية المتداولة، وكانت تحمل شعار دولة الكويت والمبنى الجديد لمجمع المحاكم على الجانب الآخر، وكانت هذه الفئة ذات لون بني داكن بتوقيع وزير المالية آنذاك جاسم الخرافي ومحافظ البنك المركزي عبد الوهاب التمار.
وفي أثناء فترة الغزو العراقي للكويت وذلك بعد سطو القوات العراقية على خزينة بنك الكويت المركزي في أوائل فترات الغزو العراقي للكويت، وسرقة الأوراق النقدية من الإصدار الثالث مما دعى حكومة الكويت إلى إلغاء أرقام معينة من جميع الفئات، وقد صدر مرسوم أميري بتاريخ 7 أكتوبر سنة 1990 من مقر الحكومة الكويتية في المملكة العربية السعودية يعلن عدم التزام دولة الكويت بإعادة قيمة بعض الأوراق النقدية المسروقة من خزائن بنك الكويت المركزي.

### الإصدار الرابع (1991–1994)

الإصدار الرابع لفئة العشرة دنانير

في 24 مارس عام 1991 تم طرح الإصدار الرابع من العملة الكويتية للتداول بعد أن تم تحرير دولة الكويت من الغزو العراقي بحوالي شهرين، وكان هذا الإصدار مطابقًا للإصدار الثالث فيما عدا ألوانه التي اختلفت بصورة كبيرة عن الإصدار الذي سبقه، بالإضافة إلى توقيع وزير المالية علي الخليفة العذبي الصباح بدلًا من جاسم الخرافي، أما توقيع محافظ البنك المركزي فقد بقي كما هو، وقد صدرت جميع الفئات المعتادة ضمن هذا الإصدار وبدء استبدال أوراق النقد من الإصدار السابق بنفس الفترة فيما عدا الفئات التي أسقطها بنك الكويت المركزي أثناء فترة الغزو والتي تعارف الناس على تسميتها بالأوراق المضروبة، وقد خسرت الأغلبية الساحقة من المواطنين الذين بقوا في الكويت خلال فترة الغزو الكثير من الأموال بسبب تعاملهم بالدينار الكويتي بدلًا من الدينار العراقي الذي فرضه النظام العراقي.

### الإصدار الخامس (1994–2014)

الإصدار الخامس لفئة العشرة دنانير

تم طرح الإصدار الخامس من الأوراق النقدية الكويتية في 3 أبريل عام 1994 بعد أن أدخلت عليها تغييرات جذرية في التصميم اختلفت تمامًا عما سبقتها من إصدارات، كما استخدمت في هذا الإصدار التقنيات الحديثة والمميزات الفنية والأمنية المتطورة التي تمثل أحدث ما توصلت إليه دور طباعة النقود، ويتضمن هذا الإصدار صورًا من معالم التراث الكويتي ومعالم الحضارة الحديثة في دولة الكويت، كما تم نقل شعار دولة الكويت من الجهة اليمنى للورقة النقدية إلى الجهة اليسرى، ويتميز هذا الإصدار بوجود خيط أمان رأسي فضي لامع يظهر متقطعًا من الوجه الأمامي للورقة، وتوجد في فئات الخمسة دنانير والعشرة دنانير والعشرين دينار صورًا متعددة الأبعاد وهي عبارة عن شكل يمثل رأس الصقر ذات ألوان متعددة الأبعاد بداخله انعكاس لمجموعة سفن شراعية، وعند تمرير الضوء على أي فئات تظهر في جهة اليمنى صورة صقر ويحمل هذا الإصدار توقيع وزير المالية ناصر الروضان ومحافظ البنك المركزي الشيخ سالم العبد العزيز الصباح.
- ربع دينار: اللون الرئيسي: البُني (الوجة: الصدر الكويتي، سفينة المُهلب) (الخلف: فتيات يلعبن لعبة قديمة)
- نصف دينار: اللون الرئيسي: الأخضر الداكن (الوجة: دلة قهوة، أكشاك الصيارفة) (الخلف: صبيه يلعبون لعبة قديمة)
- دينار واحد: اللون الرئيسي: الأزرق المخضر (الوجه: مصباح النفط التقليدي، أبراج الكويت) (الخلف: سفينة تخزين مياة تقليدية، ميناء الشويخ)
- خمسة دنانير: اللون الرئيسي: الزهري (الوجة: الرحاء الكويتي، برج التحرير) (الخلف: مصفاة تكرير النفط، أعمدة كهرباء محطة كهرباء الزور، أبراج تخزين المياة الكويتية)
- عشرة دنانير: اللون الرئيسي: الأحمر الداكن (الوجة: الدلو، المسجد الكبير بالكويت) (الخلف: سفينة المياة التقليدية، مدخل باب كويتي، مشهد لغواصين يبحثون عن اللؤلؤ، مبخرة)
- عشرون دينارًا: اللون الرئيسي: الأخضر الفاتح (الوجة: مدفع القصر الأحمر، منظر للقصر الأحمر) (الخلف: المبنى الرئيسي للبنك المركزي، بوابة لجدار قديم بمدينة الكويت، مرش العطر)

### الإصدار السادس (2014–حتى الآن)

الإصدار السادس لفئة العشرة دنانير

كشف النقاب عن الإصدار السادس من العملات الكويتية في حفل الاحتفال في 19 مايو عام 2014، وتم بدأ تداوله من 29 يونيو 2014. الإصدار السادس من الأوراق النقدية الدينار الكويتي توظف بنية واضحة وأنيقة في جميع أنحاء الفئات بأكملها، وذلك باستخدام تمثيلات بصرية من العناصر الهامة على الصعيد دولة الكويت والإنجازات الاقتصادية التي ترتكز كلها على خلفية موحدة واحد هو من العلم الكويتي. الأوراق النقدية تتميز المباني البارزة وذات الأهمية الثقافية على الجبهة بينما يوضح المؤخر الإنجازات الكويت والمعالم الاقتصادية على مر التاريخ. تم تصميم أوراق نقدية جديدة أيضًا فاقدين البصر في الاعتبار قيم الأوراق النقدية هي أكبر في الحجم والطباعة أثار يساعد المكفوفين في تمييز كل الأوراق النقدية من جهة أخرى.
يتضمن الإصدار السادس من الأوراق النقدية الدينار الكويتي الإجراءات الأمنية الأكثر تقدمًا مثل عمليات الطباعة المبتكرة، تغيير لون الميزات والعناصر المرئية التي تصبح مرئية عند إمالة الورقة النقدية وتم نقل شعار دولة الكويت من جهة اليسرى في الإصدار السابق إلى وسط أعلى وعند التمرير الضوء تظهر علامة مائية فيها شكل راس صقر ورقم الفئة. تتم طباعة العملات النقدية في مصنع شركة دي لا رو البريطانية للطباعة.
يحمل هذا إصدار توقيع وزير المالية أنس الصالح ومحافظ البنك المركزي محمد يوسف الهاشل.
- ربع دينار: اللون الرئيسي: البُني (الوجة: برج التحرير، سفينة التشالي) (الخلف: باب كويتي قديم، أول عملة معدنية كويتية)
- نصف دينار: اللون الرئيسي: الأخضر (الوجة: أبراج الكويت، سفينة الشوعي) (الخلف: سلحفاة بحرية ذات منقار، سمكة الزبيدي)
- دينار واحد: اللون الرئيسي: رمادي (الوجه: مسجد الكبير، سفينة جلبوت) (الخلف : آثار حضارة اليونانية في جزيرة فيلكا)
- خمسة دنانير: اللون الرئيسي: بنفسجي (الوجة: المبنى الجديد للبنك المركزي الكويتي، سفينة البتيل) (الخلف: مصفاة النفط، ناقلة نفط)
- عشرة دنانير: اللون الرئيسي: برتقالي محمر (الوجة: مجلس الأمة، سفينة السنبوك) (الخلف: رأس صقر، جمل جالس ويحمل السدو في صحراء)
- عشرون دينارًا: اللون الرئيسي: الأزرق (الوجة: قصر السيف) (الخلف: سفينة البوم، غوص اللؤلؤ)

## سعر الصرف

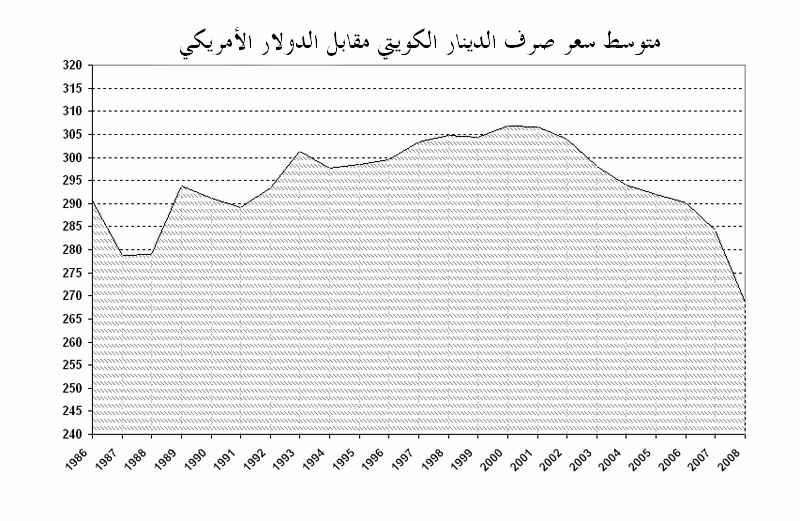
متوسط سعر صرف الدينار الكويتي مقابل الدولار الأمريكي (فلس)

كان الدينار الكويتي مرتبطًا بسلة عملات في الفترة من 18 مارس 1975 م إلى 4 يناير 2003 م، ثم تم تبديل الربط إلى 1 دولار أمريكي = 0.29963 دينار كويتي مع هوامش ±3.5% من 5 يناير 2003 وحتى 20 مايو 2007 بما يكافئ 1 دينار = 3.33745 دولارا، ولكن في 16 يونيو عام 2007 أعيد ربط الدينار الكويتي إلى سلة العملات، وحاليًا تبلغ قيمة الدينار حوالي 3.25 دولارًا أمريكيًا، ويعد أعلى سعر صرف في العالم.

## الإصدارات التذكارية
صدرت أول قطعة ذهبية تذكارية للكويت في عام 1960 الموافق لعام 1379 هـ وذلك بمناسبة عيد جلوس الشيخ عبد الله السالم الصباح، وكانت القطعة لا تحمل قيمة معينة وتزن 8,012 جرام، كانت قيمتها آنذاك ثلاثة دنانير وكانت تحمل على أحد وجهيها صورة الشيخ عبد الله السالم الصباح مع عبارة «حضرة صاحب السمو الشيخ عبد الله السالم الصباح أمير الكويت» حول الرأس، أما وجهها الآخر فكان يحمل صورة البوم الشراعي الكويتي وتاريخ الإصدار (1379 هـ - 1960 م).
وأول عملة تذكارية رسمية صدرت عام 1961 مع أول إصدار للدينار الكويتي، وكانت عبارة عن مسكوكة ذهبية قيمتها خمسة دنانير لكنها لم تطرح في الأسواق سواء للمتداولين أو للهواة، وكان مكتوبًا على أحد وجهيها قيمتها في الوسط وعبارة إمارة الكويت، بالإضافة إلى كلمة (Kuwait) باللغة الإنجليزية أما الوجه الآخر فيحمل صورة البوم مع تاريخ الإصدار بالهجري والميلادي باللغة العربية.
إصدار بمناسبة الذكرى الخامسة عشر لعيد الكويت الوطني (فبراير 1976)
تحمل هذه المسكوكة صورة الشيخ عبد الله السالم الصباح الذي تحقق الاستقلال في فترة حكمه وبجانبه صورة صباح السالم الصباح أمير الكويت آنذاك، أما الوجه الآخر لهذه العملة فيحمل صورة إحدى البوابات القديمة لسور الكويت وسفينة شراعية وبرج حفر لاستخراج النفط، وتبلغ قيمة هذه العملة -وهي من الفضة- دينارين.
إصدارات بمناسبة مطلع القرن الخامس عشر الهجري (1401 هـ - 1980 م)
صدرت فئتان فضية وذهبية بهذه المناسبة وكانتا متطابقتين في التصميم لكن تختلفان بالحجم، ويظهر على أحد وجهي هذه العملة المسجد الأقصى وعلى الوجه الآخر المسجد الحرام بمكة المكرمة ومسجد الرسول في المدينة المنورة.
إصدار بمناسبة الذكرى العشرين لعيد الكويت الوطني (فبراير 1980)
صدرت من هذه العملة التذكارية مسكوكتين فضية وذهبية قيمة الأولى خمسة دنانير والثانية مئة دينار وهما من نفس التصميم، وتظهر على أحد وجهي العملة بعض معالم الكويت القديمة ومنها شبكة صيد السمك وعجلة قيادة السفينة بينما ظهر على الوجه الآخر برج مصنع وبرج حفارة نفط والأبراج السياحية.
إصدار بمناسبة الذكرى الخامسة والعشرون لعيد الكويت الوطني (فبراير 1986)
صدرت بهذه المناسبة مسكوكة ذهبية من فئة 50 دينار ظهر على أحد وجهيها صورة الصقر وبيت الشعر والسدو وجالبوت لصيد اللؤلؤ بينما ظهر على الوجه الآخر أشعة الشمس ومسجد الدولة الكبير ومجلس الأمة الكويتي.
إصدار بمناسبة مرور 25 عامًا على إصدار النقد الكويتي (أبريل 1986)
صدرت بهذه المناسبة مسكوكة فضية بقيمة خمسة دنانير تحمل على أحد وجهيها بعض الصور المستوحاة من أول إصدار نقدي للكويت عام 1961، أما الوجه الآخر فكان يحمل صورة الصقر والبوم وثانوية الشويخ وخارطة الخليج العربي.
إصدار بمناسبة انعقاد مؤتمر القمة الإسلامي الخامس في الكويت (1407 هـ - 1987)
صدرت بهذه المناسبة مسكوكتين تذكاريتين فضية وذهبية وهما بنفس التصميم، ويحتوي أحد الوجهين على شعار المؤتمر وتاريخ عقده والآية القرآنية: إن هذه أمتكم أمة واحدة. بالإضافة إلى الهلال محيطا بالآية، أما الوجه الآخر فيحمل عبارة بنك الكويت المركزي، باللغتين العربية الإنجليزية، وهما تحيطان بشعار البنك (البوم).
إصدار المسكوكات الكويتية (1987)
صدرت عام 1987 مجموعتان فضية وذهبية تشمل كل منها 6 قطع تمثل المسكوكات الكويتية المتداولة والتي تتكون من فئة فلس واحد إلى مئة فلس، وكانت المجموعة الذهبية من الذهب الخالص بنسبة 91,67% وعيار 22 قيراط، أما المجموعة الفضية فكانت كل قطعة منها تحتوي على 92,50% فضة و7,5% نيكل، وتتطابق كل فئة من هاتان المجموعتان بالشكل مع الفئة الأصلية لكل مسكوكة ابتداء من الفلس الواحد وحتى المئة فلس.
إصدار بمناسبة الذكرى الأولى للتحرير (فبراير 1992)
صدرت بهذه المناسبة مسكوكتان فضية وذهبية بنفس التصميم وتحمل على أحد وجهيها الآية: إن ينصركم الله فلا غالب لكم. بالإضافة إلى عبارة «من أرض الكويت الشكر لكل من ساعد وشاطر الشعور» بالإضافة إلى تاريخ المناسبة، أما الوجه الآخر فيحمل صور برج التحرير ومسجد الدولة الكبير ومبنى مجلس الأمة الكويتي والمبنى الجديد للبنك المركزي الكويتي وعبار الكويت حرة.
إصدار بمناسبة الذكرى الثانية للتحرير (بلاستيكية) - (فبراير 1993)
أصدر بنك الكويت المركزي بهذه المناسبة عملة تذكارية من ورق البلاستيك المصقول من فئة دينار واحد، وتحمل هذه الورقة على أحد وجهيها خريطة وشعار دولة الكويت، وأسماء الدول التي شاركت في حرب تحرير الكويت، وعلى الوجه الآخر صورة قصر السيف وبجانبه منظر من صحراء الكويت، بالإضافة إلى صورة لأهالي الكويت وهم يتعانقون بمناسبة التحرير.
إصدار بمناسبة اليوبيل الفضي لبنك الكويت المركزي (أبريل 1994)
صدرت بهذه المناسبة عملة تذكارية كبيرة الحجم من الفضة كتب على أحد وجهيها «اليوبيل الفضي لإنشاء بنك الكويت المركزي 1969-1994» تعلوها البسملة وقد أحيطت الكتابة بزخارف إسلامية، ويحتوي الوجه الآخر على زخارف عربية بوسطها مبنى البنك المركزي القديم والحديث بالإضافة إلى صورة صقر وأبراج الكويت وبوم كويتي قديم.
إصدار بمناسبة مرور خمسون عاما على تأسيس الأمم المتحدة (ديسمبر 1995)
صدرت بهذه المناسبة عملة تذكارية من الفضة حملت على أحد وجهيها شعار منظمة الأمم المتحدة ولوحة فنية تضم حمامتي للسلام على شكل يدين تحتضنان الكرة الأرضية، أما الوجه الآخر فيحمل اسم وشعار دولة الكويت.
إصدار بمناسبة العيد الوطني الخامس والثلاثون (فبراير 1996)
صدرت بهذه المناسبة مسكوكتان فضية وذهبية متماثلتان في التصميم تحمل على أحد وجهيها صورة المبنى الجديد للديوان الأميري وديوان ولي العهد وتاريخ المناسبة (1961-1996) وعبارة «الذكرى الخامسة والثلاثون للعيد الوطني» وفي الوجه الآخر صورة قصر السيف القديم وتاريخ 1900 وكلمة «قصر السيف».
إصدار بمناسبة الذكرى الخامسة للتحرير (فبراير 1996)
صدرت بهذه المناسبة مسكوكتان فضية وذهبية بنفس التصميم، ويحتوي أحد وجهي العملة على الآية «إن تنصروا الله ينصركم ويثبت أقدامكم» وكذلك الآية «إن ينصركم الله فلا غالب لكم» بالإضافة إلى تاريخ المناسبة، أما الوجه الآخر فيحمل بصمة الشهيد المعتمدة وعبارة «اللهم ارحم شهداءنا وفك قيد أسرانا».
إصدار بمناسبة مرور خمسين عاما على تصدير أول شحنة نفط (يونيو 1996)
صدرت بهذه المناسبة مسكوكتان فضية وذهبية بنفس التصميم تحمل على أحد وجهيها شعار دولة الكويت وعلمهما القديم والحالي وصورة ناقلتي نفط وتاريخ 30 يونيو 1946-1996 على جانبي شعار الدولة وشعار شركة نفط الكويت، ويحمل الوجه الآخر برج الحفر وصهاريج التخزين ومصفاة نفط وعبارة «ذكرى 50 عامًا على تصدير أول شحنة نفط».
إصدار بمناسبة مرور 30 عامًا على إنشاء جامعة الكويت (نوفمبر 1996)
صدرت بهذه المناسبة مسكوكة فضية تحمل على أحد وجهيها شعار دولة الكويت وشعار جامعة الكويت والآية «وقل ربي زدني علما»، أما الوجه الآخر فيحمل صورة لمبنى مسرح الجامعة ومبنى برج الساعة في كلية الآداب وعبارة «ذكرى مرور ثلاثين عاما على إنشاء جامعة الكويت».

## اقرأ أيضًا
- الاقتصاد الكويتي.
- سوق الكويت للأوراق المالية.
- تاريخ العملة في الكويت.

## وصلات خارجية
- بنك الكويت المركزي.